# モネリン
モネリン（Monellin）は甘味を持つタンパク質の一種。1969年に、西アフリカ原産のツヅラフジ科のつる植物であるディオスコレオフィルム・ヴォルケンシー（Dioscoreophyllum volkensii）の果実から発見された。当初は糖の一種と考えられていたが、1972年に米国フィラデルフィアのモネル研究所 (Monell Chemical Senses Center) で単離され、タンパク質と同定された。モネリンの名はこの研究所にちなむ。

## タンパク質組成
モネリンの分子量は10.7kDaである。非共有結合である2本ポリペプチド鎖、44のアミノ酸残基であるA鎖と50のアミノ酸残基であるB鎖より成る。

A鎖

REIKGYEYQL YVYASDKLFR ADISEDYKTR GRKLLRFNGP VPPP

B鎖

GEWEIIDIGP FTQNLGKFAV DEENKIGQYG RLTFNKVIRP CMKKTIYEEN

モネリンは二次構造として、逆平行βシート構造を構成する5本のβストランドと、17のアミノ酸残基よりなるαヘリックスを持つ。未変性の状態ではモネリンは前述の二本鎖より成るが、この二本鎖構造は高温や極端なpH条件に対して不安定である。安定性を高めるため、二本鎖をグリシン-フェニルアラニンのジペプチドで結合した一本鎖モネリンも作成されている。このタンパク質（MNEI）はNMRやX線回折による分析が行われている。冒頭のリボンモデルは、1.15Åの解像度で得られたX線回折像を元に作成されたものである。
二次構造に加え、モネリン分子の表面には安定的に結合した4つの硫酸イオンが存在している。うち3つは凹部に、残りの一つはタンパク質分子の凸部に結合している。この凸部にある一つは、負に帯電した甘味受容体T1R2/T1R3と静電気的な相互作用をするとされているモネリン分子の正の帯電部分近傍に位置しているため、特に注目されている。

## 甘味特性
モネリンはヒトおよび一部のオナガザル科の霊長類に対しては甘みを感じさせるが、その他の哺乳類には好まれない。砂糖の主成分であるスクロースに比べ800倍から2000倍（甘味の評価法により異なる）の甘さを持ち、重量ベースでは5%のショ糖溶液の800倍、7%ショ糖溶液の1500倍から2000倍の甘みを持つとの報告がある。甘みの発現は遅く、長時間にわたり後味が生じる。モネリンの甘さはミラクリンと同様にpHに依存し、pHが2未満もしくは9以上の場合は無味である。モネリンとその他の強い甘味料を併用することにより、後味を軽減させ、甘みの相乗効果を得ることができる。低pH条件下で50℃以上に加熱すると、モネリンは変性し甘味を喪失する。

## 甘味料としての利用
モネリンは親水性・水溶性のタンパク質であるため、一部の食品や飲み物の甘味料としては有用である。しかし高温で変性するため、加工食品への用途は限られる。糖尿病などにより糖分の摂取を制限されている患者向けの卓上用の甘味料としては、有用である可能性がある。D. volkensii は栽培が難しいため、モネリンを果実から抽出すると高価になってしまう。従って代替として化学合成や微生物を用いた製造法が研究されている。例えば酵母の一種である Candida utilis ではモネリンの発現に成功しており、また固相法を用いた合成も行われている。酵母によって産生された合成モネリンは、砂糖の0.6%溶液に比べ4000倍甘いことが判明している。モネリン普及の障壁となっているものは主に法律上の制限であり、EUやアメリカでは認可されていない。